# Ticagrelor
Ticagrelor is een trombocytenaggregatieremmer en is verkrijgbaar is via een centrale Europese registratie onder de merknamen Brilique® en Possia® in de vorm van ronde, gele tabletten (90 mg).

## Indicatie
1. Ticagrelor wordt gebruikt bij volwassenen ter voorkoming van atherotrombotische complicaties (problemen veroorzaakt door bloedpropjes en verharde slagaders) zoals een hartaanval of een beroerte.
2. Het wordt gebruikt bij volwassenen die een hartaanval hebben gehad of die instabiele angina pectoris hebben (een type pijn op de borst veroorzaakt door problemen met de bloedtoevoer naar het hart).

Het middel is uitsluitend op doktersvoorschrift verkrijgbaar.

## Farmacokinetiek
Ticagrelor wordt snel opgenomen, de biologische beschikbaarheid is 36%. Na 1,5 uur wordt de piek concentratie in het bloed bereikt. De belangrijkste metaboliet wordt snel gevormd via CYP3A4. Beiden zijn farmacologisch actief. De metaboliet bereikt 30 tot 40% van de bloedspiegels van ticagrelor. Het geneesmiddel en zijn metaboliet worden uitgescheiden via de gal en de feces. De halveringstijd bedraagt 7 uur voor ticagrelor en 8,5 uur voor de actieve metaboliet. Ticagrelor is een substraat voor en zelf een matige remmer van CYP3A4. Door de interactie met P-glycoproteïne moeten de plasmaspiegels van geneesmiddelen met een smalle, P-gp afhankelijke therapeutische bandbreedte (zoals digoxine of ciclosporine) extra worden gecontroleerd.

## Dosering
De aanvangsdosis van ticagrelor is twee tabletten tegelijk, gevolgd door een normale dosis van één tablet tweemaal daags. Patiënten moeten ook acetylsalicylzuur gebruiken, volgens de aanwijzingen van hun arts. Deze kan om gezondheidsredenen echter voorschrijven dat ze geen acetylsalicylzuur moeten gebruiken. Ze moeten hun behandeling tot een jaar lang volhouden, tenzij hun arts vraagt om met het gebruik van het geneesmiddel te stoppen. Acetylsalicylzuur moet meestal levenslang worden voortgezet.

## Werking
De werkzame stof ticagrelor is een bloedplaatjesaggregatieremmer. Dit betekent dat de stof de vorming van bloedstolsels helpt voorkomen. Het stollen van het bloed wordt veroorzaakt door bepaalde cellen in het bloed, de bloedplaatjes, die aggregeren (samenklonteren). Ticagrelor houdt de samenklontering van de bloedplaatjes tegen door de werking van de stof adenosinedifosfaat (ADP) omkeerbaar te blokkeren, wanneer deze zich aan het oppervlak van de bloedplaatjes bindt. Dit gebeurt via interactie met de plaatjes P2Y12 ADP-receptor. Als gevolg hiervan worden de bloedplaatjes minder ‘plakkerig’, zodat het risico op vorming van een bloedstolsel kleiner wordt, wat kan helpen een beroerte of een volgende hartaanval te voorkomen.

## Contraindicaties
- Allergie (overgevoeligheid) voor een van de stoffen die in dit geneesmiddel zitten.
- Bloedingen al of niet  lang geleden een bloeding gehad in uw lichaam, zoals  een maagbloeding of een bloeding in uw ingewanden als gevolg van een zweer (ulcus).
- Een matige tot ernstige leveraandoening.
- Het gebruik van  een van de volgende sterke CYP3A4-remmers: ketoconazol (wordt gebruikt bij de behandeling van schimmelinfecties), claritromycine  (wordt gebruikt bij de behandeling van bacteriële infecties), nefazodon (een antidepressivum), ritonavir en atazanavir (worden gebruikt om HIV en AIDS te behandelen).
- Een eerder doorgemaakte beroerte, die werd veroorzaakt door een bloeding in de hersenen (intracraniële bloeding).

## Vergelijking met clopidogrel
Ticagrelor werd vergeleken met clopidogrel (een andere bloedplaatjesaggregatieremmer) in een hoofdonderzoek waaraan meer dan 18 000 volwassenen deelnamen die een hartaanval hadden gehad of die instabiele angina pectoris hadden. De patiënten gebruikten ook acetylsalicylzuur en werden tot een jaar lang behandeld. De voornaamste graadmeter voor de werkzaamheid was gebaseerd op het aantal patiënten dat opnieuw een hartaanval of een beroerte kreeg of overleed aan een cardiovasculaire aandoening. Volgens het Europees geneesmiddelenagentschap bleek ticagrelor in dit door de fabrikant gesponsorde PLATO-onderzoek beter te werken dan clopidogrel. De bijwerkingen dyspneu, kneuzingen (blauwe plekken) en neusbloedingen treden vaker op dan bij clopidogrel.